# A dur

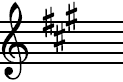
Předznamenání stupnice A dur

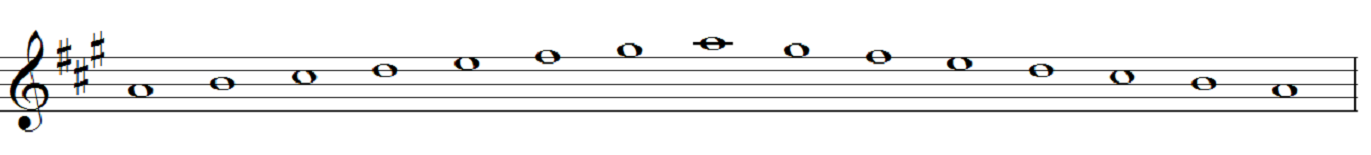
Notový zápis vzestupné a sestupné stupnice A dur

A dur (anglicky A major) je durová stupnice, která má v předznamenání 3 křížky – fis, cis a gis, stupnice má tedy tóny a, h, cis, d, e, fis, gis, a. Je to čtvrtá stupnice v kvintovém kruhu. Je od ní odvozena mollová stupnice fis moll. Tóniku zde tvoří tón a, subdominantu tón d a dominantu tón e.

## Klavírní přednes
Při hraní stupnice A-dur směrem nahoru je prostředníček na fis, při hraní se pokládá pod prostředníčkem palec na e.[zdroj?]

## Oblíbenost u autorů
- Leopold Koželuh - Symfonie č. 7 A dur[1]